# 梅什金沙赫爾

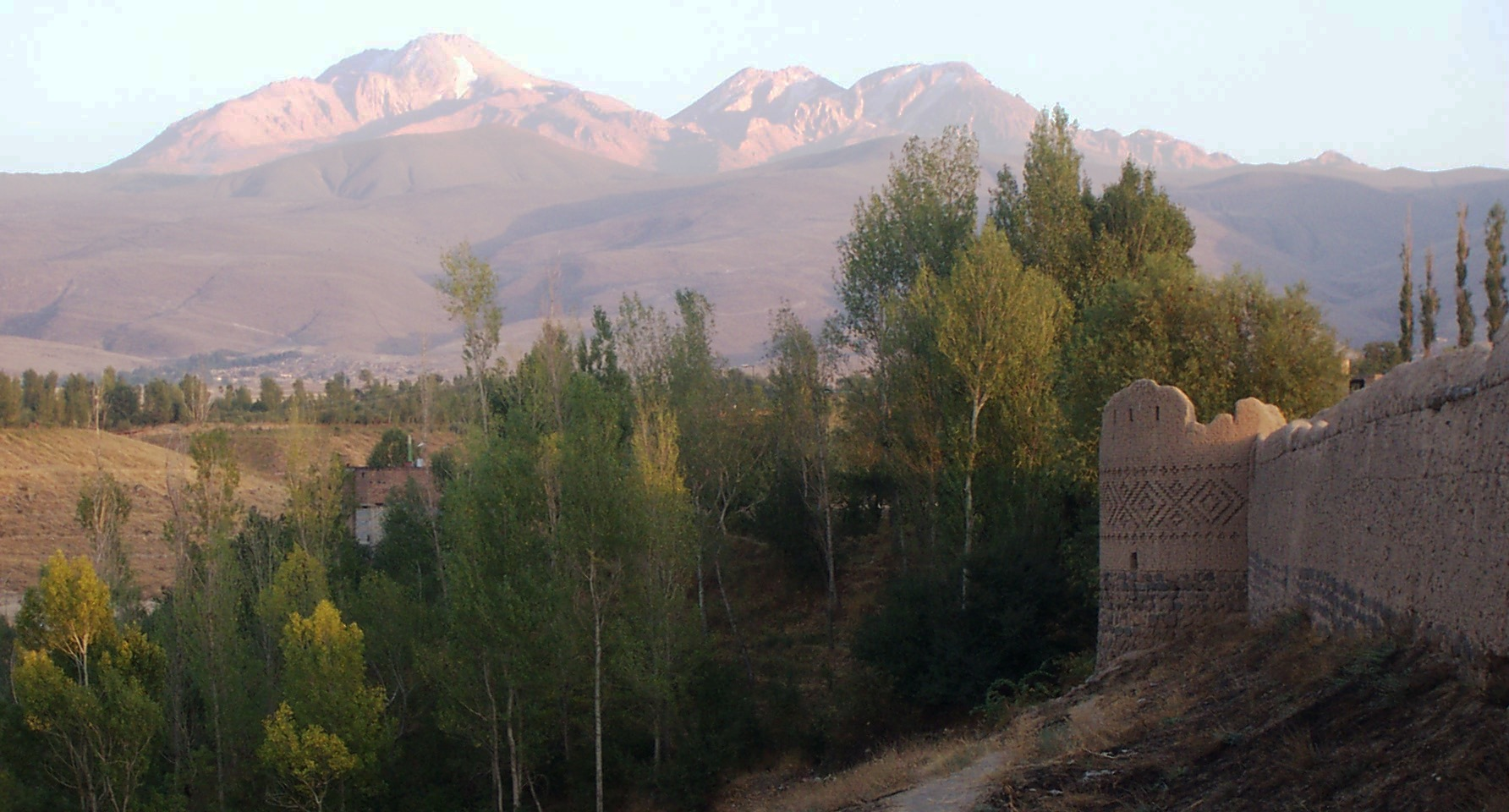

梅什金沙赫爾是伊朗的城市，位於該國西北部，由阿爾達比勒省負責管轄，距離首都德黑蘭521公里，市內設有該國第一座地熱發電站，2006年人口63,655。

## 外部連結
- Shahrdari Meshkinshahr
- Dade Pardazi Sabze Meshkin